# Рух 4B
4B («Чотири „Ні“») — феміністичний рух, який виник у Південній Кореї у 2019 році. Його прихильниці відмовляються від побачень, шлюбу та сексу з чоловіками та народження дітей (всі чотири слова починаються на В).

## Мета й передумови
Рух 4B покликаний бути прямою опозицією патріархальному устрою Південної Кореї та боротися з його пронаталістською політикою, яка розглядає жіночі тіла та репродуктивні здібності як інструменти для майбутнього держави. Феміністки у русі 4B активно протистоять різним способам нав'язування гендерних очікувань у консервативному суспільстві, зокрема щодо виховання дітей, стосунків і зайнятості. Цей опір передбачає не лише відмову від побачень, але й відмову від поширених стандартів краси для жінок та пов'язаних з ними споживацьких практик у Південній Кореї. У консервативному й традиційному суспільстві альтернативні форми протесту в русі 4B охоплюють ігнорування жорстких норм краси й традиційних очікувань від жінок шляхом гоління голови та відмови від носіння бюстгальтерів.
Учасниці руху кидають виклик традиційній життєвій траєкторії шлюбу та сім'ї, водночас засуджуючи дискримінацію жінок, поширену на корейському ринку праці, де жінкам платять на 31 % менше, ніж їх колегам-чоловікам, незалежно від їхнього сімейного чи батьківського стану. 4B є відповіддю на глибоку демографічну кризу в країні, водночас зі створенням загрозу її демократичній стабільності. Учасниці руху відкидають інструменталізацію репродуктивних можливостей жінок й обирають дистанціювання від суспільства, яке вони сприймають як непоправне.
Хоча прихильниці 4B і прагнуть сприяти суспільним змінам за допомогою особистих демонстрацій, онлайн-активізму та показу альтернативного способу життя для інших жінок, вони не зосереджені на зміні думок і поглядів чоловіків, розглядаючи їх як гнобителів.

## Історія та впливи
Рух 4B отримав початкове визнання у Twitter у 2019 році та через різні фем-акаунти в соцмережах та виник із серії попередніх соціальних рухів, які набули популярності в соцмережах. Однією з примітних особливостей руху, як й інших корейських цифрових феміністичних рухів, є те, що його учасниці часто називають себе «анонімними жінками», оскільки прийнято не розголошувати особисті дані в Інтернеті.
Загалом 4B функціонує як онлайн-спільнота, де жінки беруть участь у відкритих дискусіях про розвиток руху та уявлення про майбутнє без чоловіків. 4B слугує платформою для жінок для висловлення своїх розчарувань та занепокоєння щодо життя в консервативному суспільстві, сприяючи почуттю солідарності. Крім того, платформа має на меті мотивувати та надихати жінок на протести проти побачень, вступу в сексуальні стосунки, одруження й народження дітей. Завдяки значній присутності в соціальних мережах 4B прагне підвищити обізнаність і залучити більше прихильниць, щоб посилити свій вплив.
Хоча точна кількість учасниць залишається невизначеною, оцінки свідчать про діапазон від 5 000 до 50 000 учасниць.

### Рух Escape the Corset

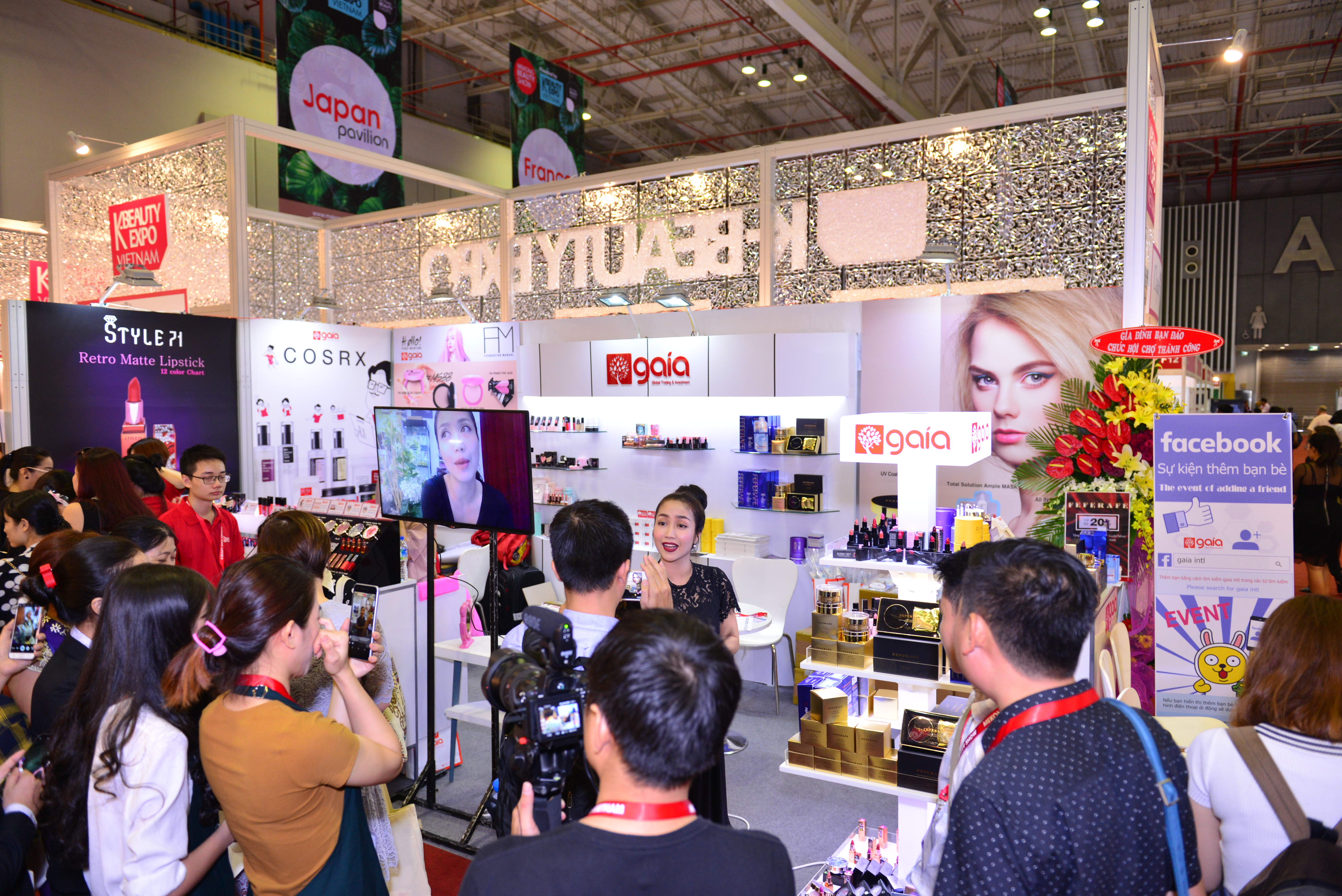
K-Beauty Expo — найбільша професійна виставка «краси» у Південній Кореї

Рух Escape the Corset («Втеча з корсета»), що виник у 2016 році, став джерелом натхнення для 4B. Escape the Corset закликає жінок звільнитися від сексуального, соціального, тілесного та психологічного утиску. Слово «корсет» використовується корейськими феміністками як метафора суспільних механізмів, які зв'язують і пригнічують жінок, включно з токсичними стандартами краси. Примітно, що Південна Корея займає 10-те місце у світі за величиною ринку косметики та є третім за величиною експортером косметики. У суспільстві, де краса має величезне культурне та економічне значення, учасниці руху Escape the Corset критикують косметичні процедури, вимогливі ритуали щодо догляду за шкірою та макіяжу, а також прийняття модного одягу, який розглядається як увічнення споживацтва та мізогінних соціальних норм, і протистоять усьому цьому. На знак протесту вони висловлюють непокору шляхом знищення макіяжу, відмови від косметичних засобів, гоління голови та відмови від модного одягу. Escape the Corset і підхід цього руху до протесту глибоко вплинули на 4B.

### Південнокорейський #MeToo

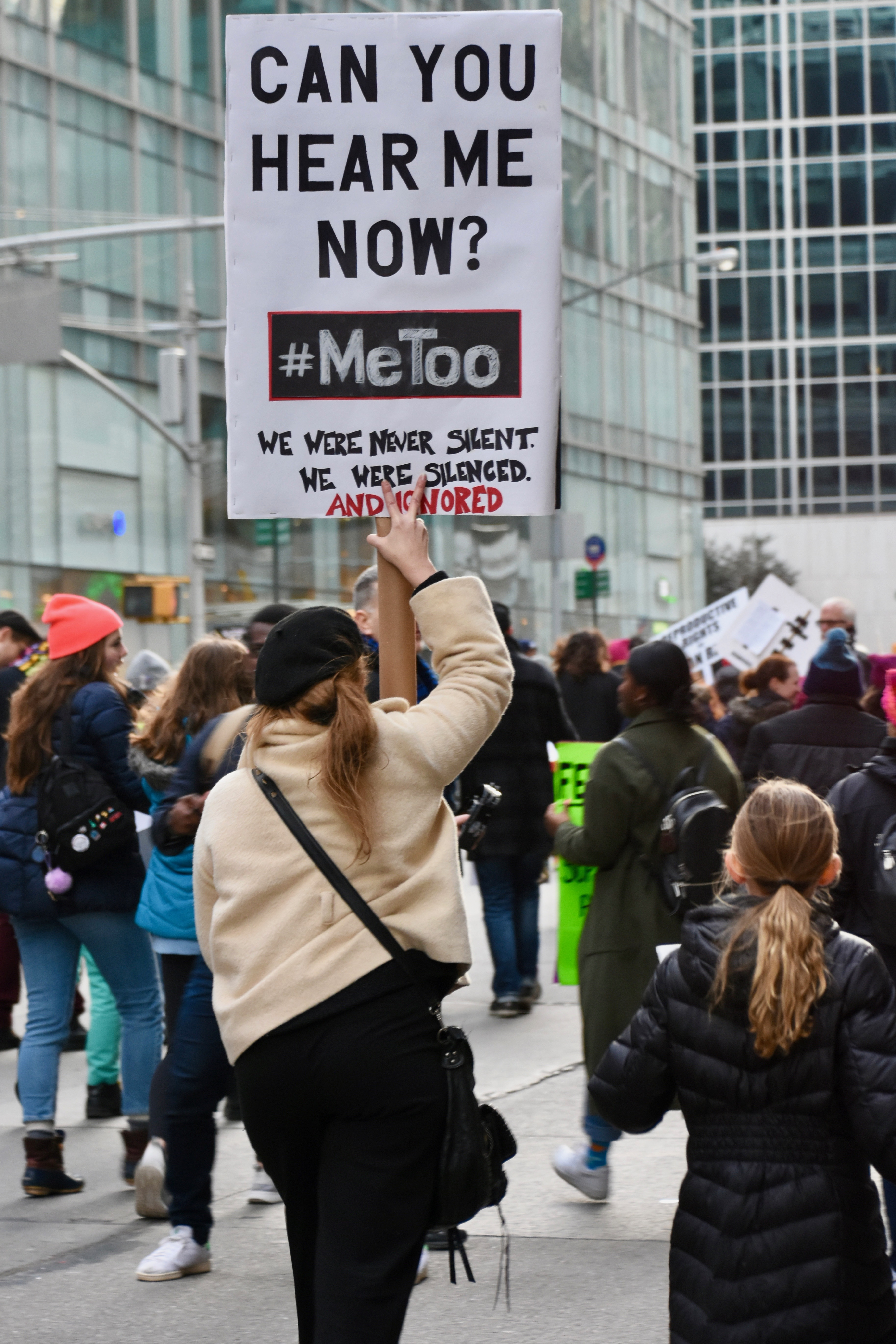
1. MeToo — «Ми ніколи не мовчали. Нас змусили замовкнути. І проігнорували».

Рух #MeToo виник у США у 2006 році та набув популярності у 2017, і багато інших країн, включно з Південною Кореєю, перейняли цей досвід. У Південній Кореї, як і в інших країнах, #MeToo заохочував жінок висловлювати свій досвід сексуальних домагань та насильства для сприяння соціальним змінам. Незабаром після його заснування наприкінці 2017 року кілька сотень жінок виступили з заявами про сексуальні домагання та насильство. #MeToo також призвів до того, що жінки, змушені до проституції внаслідок Другої світової війни та японської окупації Кореї, уперше й у великій кількості розповіли про пережите насильство. Корейський #MeToo також зосередився на феміцидах, примусовій порнографії та мізогінних практиках на робочому місці.
Рух #MeToo також надихнув різні онлайн-кампанії хештегів, найпопулярнішим з яких є #WithYou, що покликаний висловити солідарність з постраждалими від сексуального насильства, які виступили в русі #MeToo. Ці хештеги надихнули на створення жіночих груп активісток, таких як Citizens Action to Support the #MeToo Movement, які проводили кампанію за припинення утиску жінок та підтримку постраждалих від сексуального насильства у Південній Кореї.

## Зміст руху
«Чотири „Ні“» охоплюють:
- ні сексу з чоловіками (кор.: хангиль: 비섹스, ханча: 非sex, НЛ: Bisekseu),
- ні народженню дітей (кор.: хангиль: 비출산, ханча: 非出産, НЛ: Bichulsan),
- ні побаченням з чоловіками (кор.: хангиль: 비연애, ханча: 非戀愛, НЛ: Biyeonae),
- ні шлюбу з чоловіками (кор.: хангиль: 비혼, ханча: 非婚, НЛ: Bihon).

### Bihon (шлюб)
З 2005 року група фемактивісток UnniNetwork просуває «біхон» як політичну програму з метою кинути виклик центральній ролі гетеронормативної сімейної моделі шлюбу в Кореї. Вони прагнули замінити mihon (not married, неодружена) більш нейтральним терміном, bihon — (single, соло). Однак дискурс не набув великої популярності. З іншого боку, рух 4B використовує «біхон» як інструмент для активного протесту проти панівної культури шлюбу.
Хоча практика біхон (шлюбу) була звичайною справою в Кореї до 1990-х, швидкість, з якою гетеросексуальні пари одружуються в країні, з того часу різко знизилася.

### Bichulsan (дітонародження)
Внаслідок економічної незахищеності, яку відчуває молодь, високих витрат на виховання дітей і цін на нерухомість, що посилюється глибоко вкоріненою патріархальною культурою країни, жінки Південної Кореї остерігаються приймати традиційні ролі шлюбу та материнства. Маючи найнижчий у світі рівень народжуваності, уряд Південної Кореї прийняв пронаталістську політику, спрямовану на стимулювання народжуваності, таку як стипендії для новоспечених батьків, збільшення відпустки по вагітності та пологах і догляду за дитиною.
Опитування 2022 року показало, що 65 % жінок порівняно з 48 % чоловіків не хочуть дітей. У країні стабільно спостерігається найнижчий рівень народжуваності у світі. Це призвело до демографічних проблем, таких як «мертвий хрест», де смертність перевищує народжуваність. Половина міст, округів і районів Південної Кореї ризикує втратити значну кількість жителів.
У Південній Кореї найнижча народжуваність у світі. З коефіцієнтом народжуваності лише 0,7 (станом на 2023 рік) кожна південнокорейська жінка в середньому матиме менше однієї дитини. Це значно нижче порогового значення 2,1, необхідного для збереження чисельності населення країни.
Демографічна криза настільки виражена, що Інститут показників й оцінки здоров'я Університету Вашингтону в Сіетлі передбачає, що населення країни, яке становить близько 51 мільйона, може зменшитися приблизно вдвічі до кінця століття. 

### Biyeonae (побачення) і Bisekseu (секс)
Жінки руху 4B також відмовляються від побачень, романтичних і сексуальних стосунків з чоловіками, вважаючи їх продовженням патріархальної сімейної структури. Приймаючи самотність, вони переорієнтовуються на своє майбутнє поза шлюбом і переприсвоюють власні тіла вже не як репродуктивні центри для пронаталістської системи.

## Інші країни

### США
У відповідь на перемогу Дональда Трампа на президентських виборах в США 2024 року американські жінки почали публікувати відео, на яких обурюються «поразкою жінки та перемогою чоловіка, який хоче позбавити жінок прав». Окрім того, вони заявляли, що «відмовляються на 4 роки від сексу» і «якщо чоловіки не поважають тіла жінок, то не повинні мати до них доступу».  

## Масштаб руху
Навесні 2024 року південнокорейський рух 4B був популярною темою в західних соціальних мережах. Англомовні користувачі TikTok стверджували, що низька народжуваність у Південній Кореї пояснюється рухом 4B. Але опоненти стверджували, що масштабність руху перебільшена. Наприклад, блогерка Анна Лі, яка живе в Сеулі, заявила, що ЗМІ перебільшують масштаби 4B і що рух становить дуже невелику частку всього населення країни.